# Pere Tomàs i Noguera
Pere Tomàs i Noguera   (Llucmajor, 5 de setembre de 1989) és un jugador de bàsquet de les Illes Balears que juga en la posició d'aler.

## Carrera esportiva
Pere Tomàs es formà a les categories inferiors del Joventut de Badalona. El 2007 s'incorporà al Club Bàsquet Prat de la Lliga Espanyola de Bàsquet Plata juntament amb Carlos Martín i Christian Eyenga, susbtituïnt a Henk Norel i Pau Ribas com a jugadors vinculats al Joventut, la qual cosa li permeté alternar els dos equips.
Debutà en l'ACB el 16 de febrer de 2008 en un partit que enfrontà Joventut amb el Baloncesto Fuenlabrada. La temporada 2008-09 passà a formar part de la primera plantilla del DKV Joventut. Després de quatre temporades a l'equip badaloní, Tomàs firmà un contracte per jugar les tres temporades següents amb el CAI Zaragoza.

### Internacional
La seva primer internacionalitat va ser l'any 2004 amb la sub16, disputant l'europeu a Grècia. L'any següent, també amb la sub16, va ser bronze en el campionat europeu celebrat a León. L'any 2016, amb la sub18, va disputar el Torneig Albert Schweitzer i l'europeu, en el que va guanyar un nou bronze. El 2017 va disputar també l'europeu celebrat a Madrid. L'any 2008, ja amb la sub20, va guanyar el bronze a l'europeu de Riga (Letònia), el mateix metall que guanyaria també el 2009 a Rodes (Grècia). El 25 de febrer de 2019 va debutar amb la selecció absoluta, en un partit de classificació per al Mundial de la Xina, davant Turquia.

## Clubs
- Temporades 1998-2002. Club Bàsquet Joventut Llucmajor. Categories inferiors.
- Temporada 2002-03. Col·legi Sant Agustí (Palma). Categories inferiors.
- Temporades 2003-07. Club Joventut de Badalona. Categories inferiors.
- Temporada 2007-08. Alterna el CB Prat Joventut (LEB Plata) i el DKV Joventut (Lliga ACB)
- Temporada 2008-09. Alterna el CB Prat Joventut (LEB Plata) i el DKV Joventut (Lliga ACB)
- Temporada 2009-10. DKV Joventut (Lliga ACB)
- Temporada 2010-11. DKV Joventut (Lliga ACB)
- Temporada 2011-12. FIATC Joventut (Lliga ACB). Només juga 3 partits per lesió.
- Temporada 2012-13. FIATC Joventut (Lliga ACB)[4]
- Temporada 2013-14. CAI Zaragoza (Lliga ACB)

## Palmarés
- 2005 Campionat d'Espanya S'16 a Lleó medalla de bronze.
- 2006 Campionat d'Europa Junior medalla de bronze en Amaliada (Grècia).
- 2008 DKV-Joventut Campió de la Copa del Rei.
- 2008 DKV-Joventut Campió de la ULEB Cup.
- 2008 Campionat d'Europa S'20 en Riga (Letònia) medalla de bronze.
- 2008 DKV-Joventut Campió de la Lliga Catalana.
- 2008-09 Campió circuit S'20 DKV Joventut.
- 2009 Campionat d'Europa S'20 a Rodes (Grècia) medalla de bronze.